# Beerland
Beerland je textová adventura pro počítače Sinclair ZX Spectrum a kompatibilní (například Didaktik). Jedná se o hru českého původu, jejími autory jsou Jiří Koudelka (pod přezdívkou George K.) a Petr Filip. Vydavatelem hry byla společnost Proxima - Software v. o. s., hra byla vydána v roce 1991 jako součást souboru her Letris.
Hráč začíná v hospodě Hnáta a jeho úkolem je najít pivní zemi Beerland.
Hra se ovládá zadáváním textových příkazů z klávesnice. Existuje 25 příkazů, některé z nich je možné vyjádřit dvěma způsoby. Hra je naprogramována kompletně v Basicu.